# Galfridus Walpole
Galfridus Walpole (1683 - 7 août 1726) est un officier de la Royal Navy, homme politique et maître des postes du Royaume de Grande-Bretagne. Il perd son bras droit après une bataille navale contre les Français à Vado Bay, en Italie, en 1711 et commande des navires pour une nouvelle période de neuf ans. Il siège à la Chambre des communes de 1715 à 1721, date à laquelle il prend ses fonctions de ministre des Postes.

## Jeunesse
Il est né en 1683, fils de Robert Walpole (colonel) et de Mary Burwell, de Houghton, dans le Norfolk, et est le frère cadet de l’homme politique Robert Walpole. En 1709, il épouse Cornelia Hays, mais ils n'ont pas d'enfants.

## Carrière navale
En 1706, il est commandant du HMS Solebay, une frégate de sixième classe de 24 canons, suivie par HMS Feversham et entre 1707 et 1709, il a commandé le HMS Poole, une frégate de cinquième classe. De 1710 à 1714, il est responsable du HMS Lion, un navire de ligne de Quatrième rang de 60 canons. Son dernier commandement est sur le HMS Peregrine Galley de 1716 à 1720, un navire qui devient plus tard un yacht royal.
Le 22 mars 1711, alors qu’il commande Lion, le navire de Walpole se trouve dans la baie de Vado, sur la côte italienne de la Méditerranée, en tant que croiseur de surveillance lorsqu'il aperçoit quatre navires ennemis français. Walpole est tellement blessé que son bras droit est amputé par le chirurgien du navire, John Atkins. Il est resté pendant deux nuits avec Walpole, qui n'a pas remercié le chirurgien pour son attention.

## Carrière politique

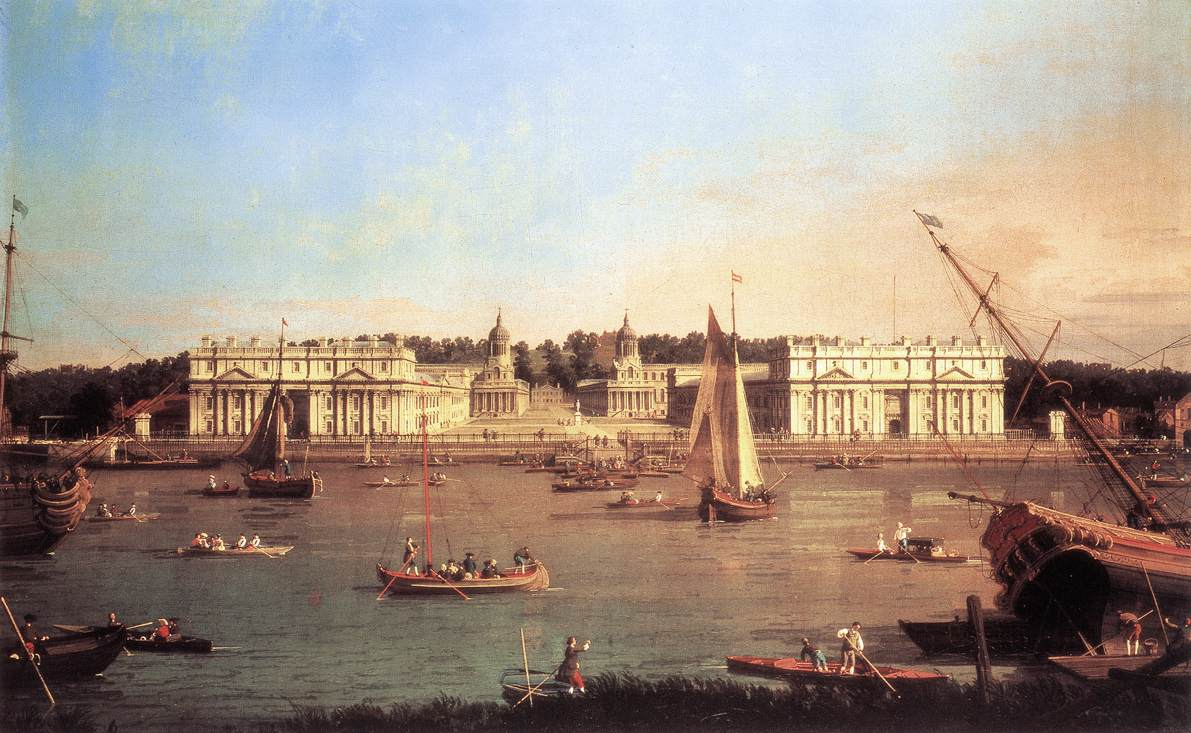
Hôpital de Greenwich de Canaletto en 1752

Lors de l'élection générale de 1715, Walpole est élu sans opposition en tant que député de Lostwithiel, en Cornouailles. Également en 1715, il est nommé trésorier de l'hôpital de Greenwich, à Londres. Il est nommé ministre des Postes adjoint le 8 avril 1721 alors qu'il est contraint de quitter son siège au Parlement, et démissionne également en tant que trésorier de l'hôpital de Greenwich. Il reste en poste comme maître de poste pour le reste de sa vie. En 1725, il conclut un bail pour Westcombe Park, une propriété appartenant à Sir Gregory Page, second baronnet.